# Schizocosa chelifasciata
Schizocosa chelifasciata este o specie de păianjeni din genul Schizocosa, familia Lycosidae. A fost descrisă pentru prima dată de Mello-leitao, 1943. Conform Catalogue of Life specia Schizocosa chelifasciata nu are subspecii cunoscute.